# Теодорувка (гміна Фрамполь)
Теодорувка (пол. Teodorówka) — село в Польщі, у гміні Фрамполь Білґорайського повіту Люблінського воєводства.
Населення — 559 осіб (2011).
У 1975-1998 роках село належало до Замойського воєводства.

## Демографія
Демографічна структура станом на 31 березня 2011 року:
|          | Загалом | Допрацездатний вік | Працездатний вік | Постпрацездатний вік |
| -------- | ------- | ------------------ | ---------------- | -------------------- |
| Чоловіки | 277     | 55                 | 174              | 48                   |
| Жінки    | 282     | 51                 | 146              | 85                   |
| Разом    | 559     | 106                | 320              | 133                  |